# Oreneta cua-rogenca africana
L'oreneta cua-rogenca africana (Cecropis melanocrissus; syn: cecropis daurica melanocrissus) és un ocell de la família dels hirundínids (Hirundinidae). Es troba a l'Àfrica Occidental des de Senegambia fins a l'oest del Camerun i l'est del Sudan. I a l'Àfrica oriental des d'Etiòpia i Eritrea fins a Malawi i el nord de Zàmbia.

## Taxonomia
L'oreneta cua-rogenca africana va ser descrita i il·lustrada formalment el 1845 pel naturalista alemany Eduard Rüppell a partir d'un exemplar recollit a la regió de Tembien, al nord d'Etiòpia. Va encunyar el nom binomial Cecropis melanocrissus on l'epítet específic combina el llatí melas, melanos que significa "negre" amb el llatí modern crissum que significa "vent".
El Congrés Ornitològic Internacional, en la seva llista mundial d'ocells (versió 14.2, 2024), promogué una reorganització taxonòmica important del gènere Cecropis. Com a part de la reordenació, el complex d'oreneta cuarogenca (Cecropis daurica)  es va dividir en l'oreneta cua-rogenca europea (Cecropis rufula) l'oreneta cua-rogenca oriental ((Cecropis daurica - stricto sensu)  i l'oreneta cua-rogenca africana (Cecropis melanocrissus). A més, en aquesta darrera si aglutinà l'oreneta de l'Àfrica occidental (Cecropis domicella). Els tàxons es van reordenar en funció principalment de les diferències de morfologia i de divergència genètica.
Actualment es reconeixen quatre subespècies de l'oreneta cua-rogenca africana:
- C. m. domicella (Heuglin, 1869) - Àfrica occidental des de Senegambia fins al Sudan oriental
- C. m. melanocrissus (Rüppell, 1845) – Etiòpia i Eritrea
- C. m. kumboensis (Bannerman, 1923) – Sierra Leone i Camerun occidental
- C. m. emini (Reichenow, 1892): sud-est del Sudan, Uganda i Kenya fins a Malawi i el nord de Zàmbia

La subespècie domicella, com ja s'ha explicat, es tractava anteriorment com una espècie separada, l'oreneta de l'Àfrica Occidental (cecropis domicella). Les subespècies melanocrissus, kumboensis i emini anteriorment estaven classificades com a subespècies de l'oreneta cua-rogenca, que fou desmembrada.
Altres obres taxonòmiques, com el Handook of the Birds of the World i la quarta versió de la BirdLife International Checklist of the birds of the world (Desembre 2019), consideren encara que es correspon al grup de subespècies africanes de Cecropis daurica i a Cecropis domicella.